# Carlo Casini
Carlo Casini (ur. 4 marca 1935 we Florencji, zm. 23 marca 2020 w Rzymie) – włoski polityk, prawnik, były poseł, wieloletni eurodeputowany.

## Życiorys
Ukończył w 1958 studia z zakresu prawa. W 1960 został adwokatem, od 1961 orzekał jako sędzia, zaczynając od sądu pierwszej instancji w Empoli.
Zaangażował się w działalność polityczną w ramach Chrześcijańskiej Demokracji. W latach 1979–1994 sprawował mandat posła do Izby Deputowanych VIII, IX, X i XI kadencji. W okresie 1984–1999 przez trzy kadencje zasiadał w Parlamencie Europejskim. Po rozwiązaniu chadecji należał do Włoskiej Partii Ludowej i Centrum Chrześcijańsko-Demokratycznego.
W 1999 powrócił do pracy w sądownictwie, orzekając w Sądzie Kasacyjnym we Florencji. Od 2002 prowadził wykłady z prawa międzynarodowego w Pontificio Ateneo Regina Apostolorum w Rzymie. Wkrótce ponownie zajął się polityką, wstępując do Unii Chrześcijańskich Demokratów i Centrum. W 2004 z listy UDC bez powodzenia kandydował do Europarlamentu. Mandat europosła objął w 2006 w miejsce Armanda Dionisiego. W PE został członkiem grupy Europejskiej Partii Ludowej i Europejskich Demokratów oraz Komisji Prawnej. W 2009 skutecznie ubiegał się o reelekcję, będąc członkiem Europarlamentu do 2014.
Był przewodniczącym włoskiego ruchu Movimento per la Vita, zasiadał we władzach krajowych stowarzyszenia Scienza e Vita. Powołany również w skład Krajowego Komitetu Bioetyki. Był inicjatorem europejskiej inicjatywy obywatelskiej Jeden z Nas.